# Festival Internacional de Cine de Cannes de 1949
El 3º Festival Internacional de Cine de Cannes de 1949 se celebró entre 2 y el 17 de septiembre de 1949. En el año anterior, no se pudo celebrar por problemas económicos.
Como en 1947, todo el jurado estaba formado por personalidades francesas, con el historiador Georges Huisman como Presidente del jurado. La Gran Prremio fue para El tercer hombre de Carol Reed. El festival se abrió con L'Arroseur Arrosé de Louis Lumière, un pequeño cortometraje cómico de 1895.

## Jurado
Las siguientes personas fueron nominadas para formar parte del jurado de la competición principal en la edición de 1951:
- Georges Bidault (historiador) Presidente del jurado
- Georges Charensol (presidente)
- Paul Colin
- Roger Désormière
- Jacques-Pierre Frogerais
- Étienne Gilson (autor)
- Paul Gosset (autor)
- Georges Raguis (union official)
- Rene-Jeanne (crítico)
- Carlo Rim

Sustitutos
- Jean Benoît-Lévy
- Guy Desson (MP official)
- Alexandre Kamenka
- Paul Verneyras (MP official)
- Paul Weill (abogado)

## Selección oficial
Las siguientes películas compitieron por la Gran Premio:

### En competición – películas
- Acto de violencia de Fred Zinnemann.
- Almafuerte de Luis Cesar Amadori.
- An Act of Murder de Michael Gordon.
- Au grand balcon de Henri Decoin.
- Der Apfel ist ab de Helmut Käutner.
- La última ilusión de Josef Von Báky.
- Die Buntkarierten de Kurt Maetzig.
- Eine Große Liebe de Hans Bertram.
- Eroica de H. Walter Kolm-Veltee.
- Främmande hamn de Hampe Faustman.
- Odio entre hermanos de Joseph L. Mankiewicz.
- Images d'Ethiopie de Paul Pichonnier.
- La mentira de amor de Michelangelo Antonioni.
- Demasiado tarde de René Clement.
- Lost Boundaries de Alfred L. Werker.
- Mughamarat Antar wa Abla de Salah Abu Sayf.
- Na svoji zemlji de France Stiglic.
- Obsession de Edward Dmytryk.
- Occupe-toi d'Amélie de Claude Autant-Lara.
- Pueblerina de Emilio Fernández.
- Rendez-vous de juillet de Jacques Becker.
- Retour à la vie de Jean Dréville, Henri-Georges Clouzot, Georges Lampin, André Cayatte.
- Arroz amargo de Giuseppe De Santis.
- Sertao de Joao G. Martin.
- Amigos apasionados de David Lean.
- The Queen of Spades de Thorold Dickinson.
- Nadie puede vencerme de Robert Wise.
- El tercer hombre de Carol Reed.
- Without Honor de Irving Pichel.

## Películas fuera de competición
- Passport to Pimlico de O. H. Cornelius.

## Cortometrajes en competición
Los siguientes cortometrajes competían para la Palma de Oro al mejor cortometraje:
- Adamah de Helmar Lerski
- Au pays de Thil Uilenspiegel de Charles Dekeukeleire
- Barrières de Christian-Jaque
- Bialy Redyk de Stanislas Mozdenski
- The Cane Cutters de John Heyer
- A Capital Plan de Bernard Devlin
- Danses populaires yougoslaves de Rudolf Sremec
- Dépendance de Robert Anderson
- Destins précaires de Grant McLean
- Ecole de Rééducation de Jean Drimaropoulos
- L'enfer des fards de Jean Perdrix
- The Fatal Signboard de John Kooy
- Les feux de la mer de Jean Epstein
- Flotteurs de bois de Brita Wrede
- Gold Town de Maslyn Williams
- Images Médiévales de William Novik
- Une interview sous les tropiques de E. van Konijnenburg
- It's a Lovely Day de Bert Felstead
- Mlle Toutouche de Wilhelm Sorensen
- Muscle Beach de Joseph Strick and Irving Lerner
- De nåede færgen de Carl Theodor Dreyer
- Ocean Weather Ship de Frank Chilton
- Pacific 231 de Jean Mitry
- Le Pain de Barbarie de Roger Leenhardt
- Palle alene i Verden de Astrid Henning-Jensen
- Rhapsodie vénitienne de Max Haufler
- Seal Island de James Algar
- Struggle for oil de Sergei Nolbandov
- La terre de Cain de Pierre Petel
- The Valley is Ours de John Heyer
- Walcheren, ile noyee de Charles Huguenot van der Linden
- Żelazowa Wola de E. Cekalski

## Premios

### Premios oficiales
Los galardonados en las secciones oficiales de 1949 fueron:
- Gran Premio del Festival: El tercer hombre de Carol Reed.
- Premio a la interpretación masculina: Edward G. Robinson por Odio entre hermanos.
- Premio a la interpretación femenina: Isa Miranda por Demasiado tarde.
- Premio a la mejor dirección: René Clément por Demasiado tarde.
- Mejor guion: Eugene Ling and Virginia Shaler por Lost Boundaries.
- Mejor cinematografía: Milton R. Krasner por Nadie puede vencerme.
- Premio al mejor cortometraje: Palle Alene i Verden de Astrid Henning-Jensen.
- Mejor fotografía: Milton R. Krasner por Nadie puede vencerme

Mejor cortometraje
- Gran Premio al mejor cortometrajeː
- Premio a la mejor actuación: Palle Alene i Verden de Astrid Henning-Jensen
- Premio al mejor montaje: Pacific 231 de Jean Mitry
- Premio a la mejor cobertura filmada: Seal Island de James Algar
- Premio a la mejor fotografía: Bialy Redyk de Stanislas Mozdenski
- Premio al mejor color: Images Médiévales de William Novik

### Premios independientes
- Premio FIPRESCI:[8] Nadie puede vencerme de Robert Wise.

## Media
- British Pathé: Cannes Film Festival 1949 footage
- Institut National de l'Audiovisuel: Opening of the 1949 Festival (commentary in French)
- INA: 1949 - Fireworks at the Eden Roc (commentary in French)